# Lista de aeroportos na Tailândia
Esta é uma lista dos aeroportos na Tailândia, ordenadas por sua localização.
A Tailândia é um Estado soberano localizado no Sudeste asiático. É limitado a norte por Myanmar e Laos, a leste pelo Laos e Camboja, a sul pelo Golfo da Tailândia e Malásia e ao oeste pelo Mar de Andamão e a extremidade sul de Myanmar. Suas fronteiras marítimas incluem o Vietnã, através do Golfo da Tailândia e a Indonésia e Índia, pelo Mar de Andamão, a sudoeste. A capital e maior cidade é Bangkok.
O país está dividido em 77 províncias, que estão geograficamente agrupados em seis regiões. A capital, Bangkok, não é uma província, mas uma área administrativa especial.

## Aeroportos
Com movimentação de mais de um milhão de passageiros anualmente:
| cidade servida       | ICAO | IATA | Aeroporto                               | Operador                                           |
| -------------------- | ---- | ---- | --------------------------------------- | -------------------------------------------------- |
| Bangkok              | VTBS | BKK  | Aeroporto Internacional de Suvarnabhumi | Aeroportos da Tailândia Companhia Pública Limitada |
| Bangkok e Nonthaburi | VTBD | DMK  | Aeroporto Internacional de Don Mueang   | Aeroportos da Tailândia Companhia Pública Limitada |
| Phuket               | VTSP | HKT  | Aeroporto Internacional de Phuket       | Aeroportos da Tailândia Companhia Pública Limitada |
| Chiang Mai           | VTCC | CNX  | Aeroporto Internacional de Chiang Mai   | Aeroportos da Tailândia Companhia Pública Limitada |
| Krabi                | VTSG | KBV  | Aeroporto de Krabi Krabi Airport        | Departamento de Aviação Civil                      |
| Hat Yai e Songkhla   | VTSS | HDY  | Aeroporto Internacional de Hat Yai      | Aeroportos da Tailândia Companhia Pública Limitada |
| Udon Thani           | VTUD | UTH  | Aeroporto Internacional de Udon Thani   | Departamento de Aviação Civil                      |
| Ko Samui             | VTSM | USM  | Aeroporto de Samui                      | Bangkok Airways                                    |
| Surat Thani          | VTSB | URT  | Aeroporto de Surat Thani                | Departamento de Aviação Civil                      |
| Chiang Rai           | VTCT | CEI  | Aeroporto Internacional de Chiang Rai   | Aeroportos da Tailândia Companhia Pública Limitada |
| Ubon Ratchathani     | VTUU | UBP  | Aeroporto de Ubon Ratchathani           | Departamento de Aviação Civil                      |
| Khon Kaen            | VTUK | KKC  | Aeroporto de Khon Kaen                  | Departamento de Aviação Civil                      |
| Nakhon Si Thammarat  | VTSF | NST  | Aeroporto de Nakhon Si Thammarat        | Departamento de Aviação Civil                      |

Com menos de um milhão de passageiros anualmente ou não-comerciais:
| Cidade servida | ICAO | IATA | Aeroporto                | Operador                      |
| -------------- | ---- | ---- | ------------------------ | ----------------------------- |
| Pattani        | VTSK | PAN  | Aeroporto de Pattani     | Departamento de Aviação Civil |
| Phitsanulok    | VTPP | PHS  | Aeroporto de Phitsanulok | Departamento de Aviação Civil |
| Roi Et         | VTUV | ROI  | Aeroporto de Roi Et      | Department of Airport         |